# Jürgen Plagemann
Jürgen Plagemann (født 28. december 1936 i Lauenburg) er en tysk tidligere roer.
Plagemann var med i den tyske otter, der var blandt de bedste i verden i begyndelsen af 1960'erne. Han var således med til at vinde VM i 1962 samt EM i 1963 og 1964. De var derfor blandt favoritterne ved OL 1964 i Tokyo, og tyskerne vandt et spændende indledende heat med et forspring på 0,3 sekund til amerikanerne. I finalen var amerikanerne dog suveræne og vandt med et forspring på mere end fem sekunder til tyskerne på andenpladsen, mens den tjekkoslovakiske båd kom mindre end to sekunder efter tyskerne på tredjepladsen. Tyskernes båd bestod desuden af Klaus Bittner, Karl-Heinrich von Groddeck, Hans-Jürgen Wallbrecht, Klaus Aeffke, Klaus Behrens, Jürgen Schröder, Horst Meyer og styrmand Thomas Ahrens.
Plagemann blev senere administrativ leder af det vesttyske (senere tyske) roforbunds elitecenter i Ratzeburg, hvorfra han gik på pension i 2000. Han var desuden assistent til den vesttyske rolandstræner 1975-1987.

## OL-medaljer
- 1964:  Sølv i otter